# Лекс Гамфріс
Лекс Га́мфріс ІІІ (англ. Lex Humphries ІІІ; 22 серпня 1936, Нью-Йорк — 11 липня 1994, Нью-Йорк) — американський джазовий ударник.

## Біографія
Народився 22 серпня 1936 року в Нью-Йорку. Його матір грала на скрипці, а брат грав на конга. Був самоуком.
Грав з Четом Бейкером, Лестером Янгом в Європі у 1956 році; з Лі Морганом, Діззі Гіллеспі, Бадом Пауеллом у 1958 році; з Крісом Коннором у 1959 році; у 1959—1960 роках в гурті «Jazztet» Бенні Голсона-Арта Фармера, з Юсефом Латіфом з 1960 по 1963; знову з Коннором у 1962. Також записувався з Джоном Колтрейном, Джуніором Менсом (1959); Дональдом Бердом, Дюком Пірсоном (1959—60), Полом Чемберсом, Дугом Воткінсом (1960), Весом Монтгомері (1961), Маккоєм Тайнером (1963).
Грав на африканських барабанах і перкусії з Сан Ра з 1965 по 1981 роки. З 1981 року час від часу виступав у Філадельфії.
Помер 11 липня 1994 року в Нью-Йорку у віці 57 років.